# Carmen Jones
Carmen Jones es una película musical estadounidense de 1954 con un elenco completamente afroestadounidense protagonizado por Dorothy Dandridge, Pearl Bailey y Harry Belafonte, producida y dirigida por Otto Preminger.
En 1992, Carmen Jones fue seleccionada para su conservación en el National Film Registry por la Biblioteca del Congreso de Estados Unidos por ser «cultural, histórica o estéticamente significativa».

## Sinopsis
Ambientada durante la Segunda Guerra Mundial, la historia se centra en Carmen Jones, una joven empleada que trabaja en una fábrica de paracaídas en Carolina del Norte. Cuando es arrestada por pelear con un compañero de trabajo que la denunció por llegar tarde al trabajo, el líder de los guardias del Ejército, el sargento. Brown, asigna al apuesto cabo Joe para que la entregue a las autoridades civiles a más de 50 millas de distancia. Esto es para consternación de la prometida de Joe, Cindy Lou, quien había accedido a casarse con él durante su licencia antes de que se presentara para la escuela de vuelo y una eventual comisión de oficial.

## Reparto
- Harry Belafonte como Joe, un soldado seleccionado para la escuela de vuelo; su voz de canto está doblada por LeVern Hutcherson.
- Dorothy Dandridge como Carmen Jones, que persigue a Joe porque es el único que la ignora; su voz de canto está doblada por Marilyn Horne
- Pearl Bailey como Frankie, una de las mejores amigas de Carmen.
- Olga James como Cindy Lou, una joven que ama a Joe y a quien Joe ama hasta que se enamora de Carmen.
- Joe Adams como Husky Miller, aspirante a campeón mundial de boxeo de peso pesado y perseguidor de Carmen; su voz de canto está doblada por Marvin Hayes
- Brock Peters como el sargento Brown, quien, en su envidia, le dice a Cindy Lou que Joe se ofreció como voluntario para llevar a Carmen a la cárcel, cuando en realidad Brown no  había tenido otra opción.
- Roy Glenn como Rum Daniels, gerente de Husky; su voz para cantar está doblada por su coprotagonista Brock Peters
- Nick Stewart como Dink Franklinel, 'gerente' de Rum Daniels; su voz de canto está doblada por Joe Crawford
- Diahann Carroll como Myrt, otra amiga cercana de Carmen; su voz de canto está doblada por Bernice Peterson

## Lista de canciones
- "Send Them Along" – coros

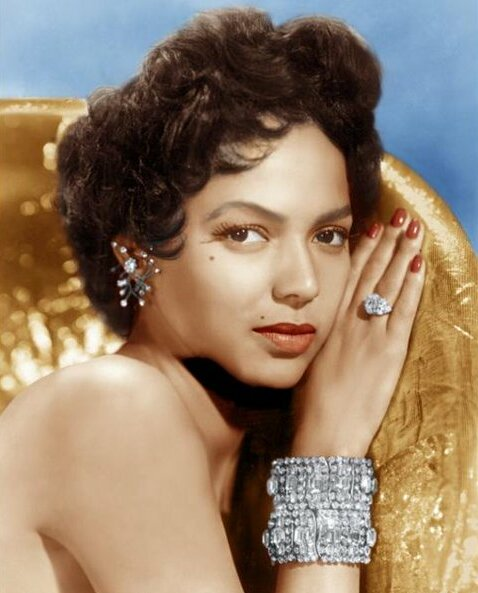
La actriz Dorothy Dandridge interpreta a Carmen Jones, papel que le valió una nominación en los Premios Oscar.

- "Lift 'Em Up an' Put 'Em Down" – coros de niños
- "Dat Love" ("Habanera") – Carmen
- "You Talk Jus' Like My Maw" – Joe y Cindy Lou
- "You Go For Me" – Carmen (Nota: esta canción es la repetición más corta de "That's Love" en la banda sonora).
- "Carmen Jones is Going to Jail" – coros
- "There's a Cafe on the Corner ("Séguedille") – Carmen
- "Dis Flower ("Flower Song") – Joe
- "Beat Out Dat Rhythm on a Drum ("Gypsy Song") – Frankie
- "Stan' Up an' Fight ("Toreador Song") – Husky Miller
- "Whizzin' Away Along de Track ("Quintet") – Carmen, Frankie, Myrt, Dink, y Rum
- "There's a Man I'm Crazy For" – Carmen, Frankie, Mert, Rum, y Dink
- "Card Song" – Carmen, Frankie, y coros
- "My Joe ("Micaëla's Prayer") – Cindy Lou
- "He Got His Self Another Woman" – Cindy Lou
- "Final Duet" – Carmen y Joe
- "String Me High on a Tree" – Joe

## Recepción de la crítica
Bosley Crowther de The New York Times calificó la película como "una gran travesura musical y un tour-de-force teatral" y agregó:
"No hay nada malo con la música, excepto que no se ajusta a la gente ni a las palabras. Pero eso no pareció hacer mucha diferencia para el Sr. Hammerstein o el Sr. Preminger. Se dejaron llevar por su precocidad. La consecuencia actual es una película locamente mezclada"
Variety escribió que Preminger transfirió la obra del escenario a la pantalla "con gusto e imaginación en una producción opulenta" y dirigió "con un toque hábil, combinando la comedia y la tragedia fácilmente y construyendo sus escenas a alturas de suspenso". los mejores del reparto, en particular Dorothy Dandridge, una sensual Carmen cuya actuación mantiene la nota hedonista correcta en todo momento".

## Reconocimiento
Dorothy Dandridge se convirtió en la primera afroamericana en ser nominada al Premio Oscar a la Mejor Actriz , pero perdió ante Grace Kelly por The Country Girl.

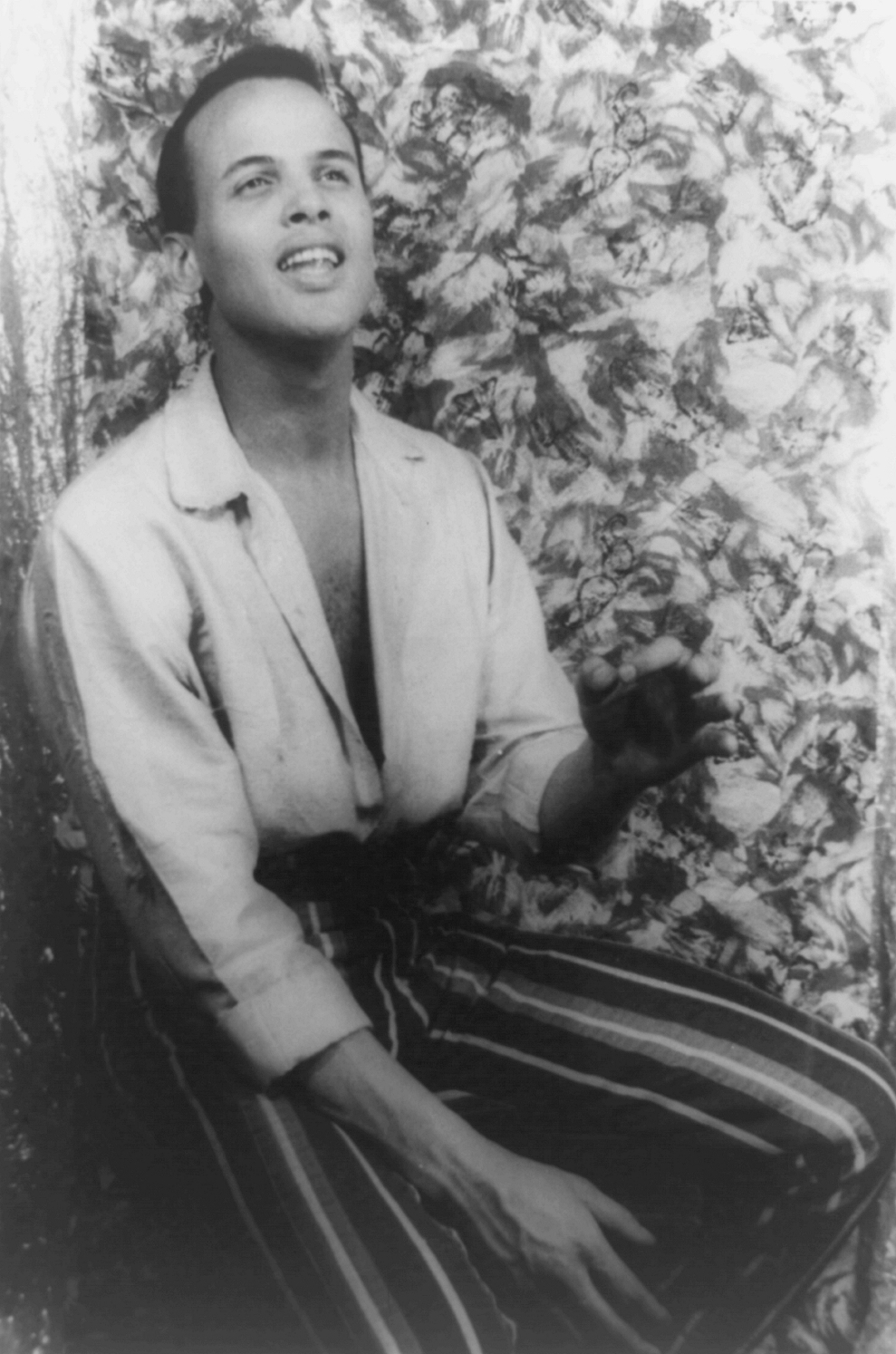
Harry Belafonte interpreta a Joe.

### Premios y nominaciones
| Premio                              | Categoría                           | Nominado/a                          | Resultado | Ref.   |
| ----------------------------------- | ----------------------------------- | ----------------------------------- | --------- | ------ |
| Premio Oscar                        | Mejor Actriz                        | Dorothy Dandridge                   | Nominada  | [ 5 ]  |
| Premio Oscar                        | Mejor Banda Sonora                  | Herschel Burke Gilbert              | Nominado  | [ 5 ]  |
| Berlin International Film Festival  | Oso de bronce                       | Otto Preminger                      | Ganador   | [ 6 ]  |
| British Academy Film Awards         | Mejor Película                      | Mejor Película                      | Nominada  | [ 7 ]  |
| British Academy Film Awards         | Mejor Actriz Extranjera             | Dorothy Dandridge                   | Nominada  | [ 7 ]  |
| Cannes Film Festival                | Palme d'Or                          | Otto Preminger                      | Nominado  | [ 8 ]  |
| Golden Globe Awards                 | Mejor Película de Comedia o Musical | Mejor Película de Comedia o Musical | Ganadora  | [ 9 ]  |
| Golden Globe Awards                 | Mejor Promesa                       | Joe Adams                           | Ganador   | [ 9 ]  |
| Locarno International Film Festival | Leopardo de Oro                     | Otto Preminger                      | Ganador   | [ 10 ] |
| National Film Preservation Board    | National Film Registry              | National Film Registry              | Ganadora  | [ 11 ] |
| New York Film Critics Circle Awards | Mejor Película                      | Mejor Película                      | Nominada  | [ 12 ] |
| New York Film Critics Circle Awards | Mejor Director                      | Otto Preminger                      | Nominado  | [ 12 ] |
| Writers Guild of America            | Mejor Musical                       | Harry Kleiner                       | Nominado  | [ 13 ] |

## Medios domésticos
20th Century Fox Home Entertainment lanzó la película en DVD el 22 de enero de 2002. Está en formato panorámico anamórfico con una pista de audio en inglés y subtítulos en inglés y español.
Fox lanzó un segundo DVD y un Blu-ray de alta definición , ambos derivados de una nueva restauración 4K , el 3 de diciembre de 2013.